# Doctor Belisario Domínguez, Tonalá
Doctor Belisario Domínguez är en ort i Mexiko.   Den ligger i kommunen Tonalá och delstaten Chiapas, i den sydöstra delen av landet, 700 km sydost om huvudstaden Mexico City. Doctor Belisario Domínguez ligger 10 meter över havet och antalet invånare är 1 043.
Terrängen runt Doctor Belisario Domínguez är platt västerut, men åt nordost är den kuperad. Havet är nära Doctor Belisario Domínguez åt sydväst. Runt Doctor Belisario Domínguez är det ganska glesbefolkat, med 50 invånare per kvadratkilometer. Närmaste större samhälle är Tres Picos, 18,7 km öster om Doctor Belisario Domínguez. Trakten runt Doctor Belisario Domínguez består huvudsakligen av våtmarker.